# ガレノキサシン

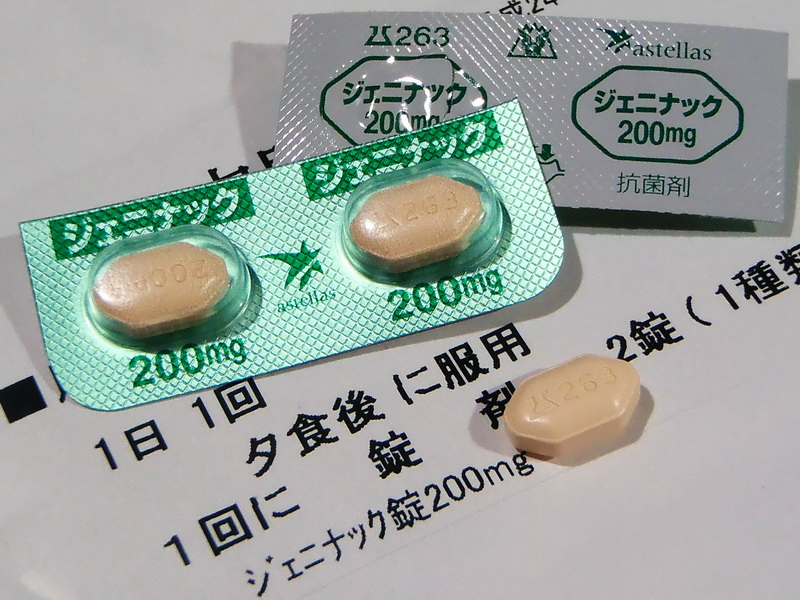
ジェニナック錠200mg

ガレノキサシン（Garenoxacin, 略号: GRNX）は、富士フイルム富山化学（旧富山化学工業）で創製されたキノロン系経口抗菌剤である。商品名はジェニナック® (Geninax)。発売はアステラス製薬、販売提携は大正製薬。海外での販売権はMSD(旧シェリング・プラウ)が持つ。

## 適応症
幅広い菌種に効能をもち、レジオネラ・マイコプラズマ・クラミジアにも感受性を持つ。

上気道: 咽頭・喉頭炎、扁桃炎、扁桃周囲膿瘍
下気道: 急性気管支炎、肺炎、慢性呼吸器病変(慢性気管支炎・気管支拡張症など)の二次感染
耳鼻科領域: 中耳炎、副鼻腔炎

### 適応菌種
ブドウ球菌属、レンサ球菌属、肺炎球菌(ペニシリン耐性肺炎球菌;PRSPを含む)、モラクセラ・カタラーリス、大腸菌、クレブシエラ属、エンテロバクター属、ヘモフィルス・インフルエンザ、レジオネラ・ニューモフィラ、クラミジア・ニューモニエ、マイコプラズマ・ニューモニエ

## 抗菌活性
- Campylobacter jejuni: MIC50は0.032で、GFLXと同等、LVFXの2倍高い。
- Helicobacter pylori: MIC90は0.008で、GFLX・TVFXの4倍高い。阻止率は3者とも≦1μg/mLで100%。[1]

## 処方の具体例
Rx) ジェニナック®200mg 2錠 1x夕食後／5日分